# Harpactea carusoi
Harpactea carusoi är en spindelart som beskrevs av Pietro Alicata 1974. Harpactea carusoi ingår i släktet Harpactea och familjen ringögonspindlar. Inga underarter finns listade i Catalogue of Life.